# 古代の音楽

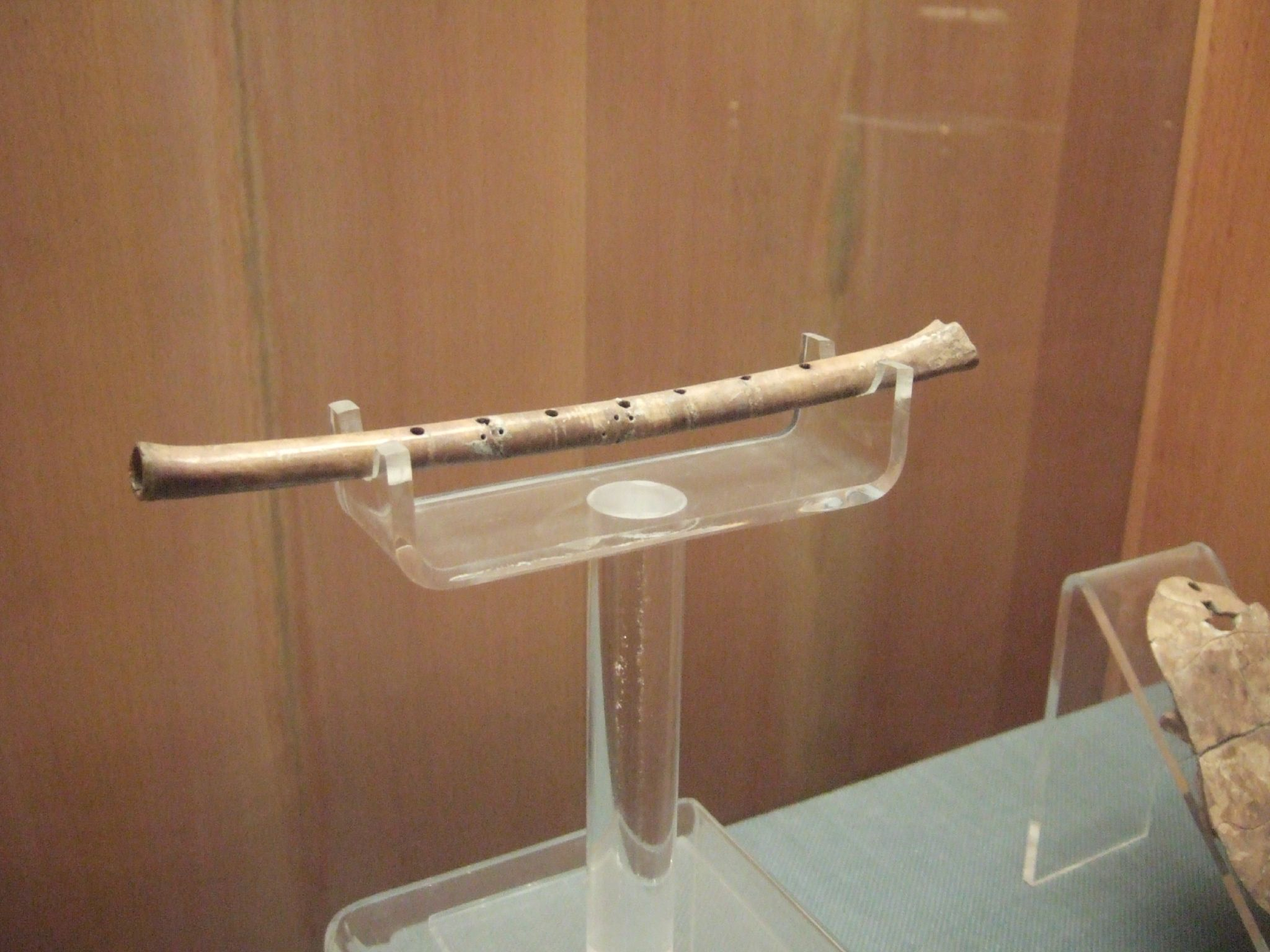
中国の賈湖遺跡から見つかった新石器時代の笛（河南省鄭州市にある河南博物院所蔵）

古代の音楽（こだいのおんがく、英: Ancient music）とは初期音楽の時代の始まりとされている5世紀以前の音楽をさす。さらに古代音楽は先史時代の音楽（Prehistoric music）と分けて考えられることもある。
古代の音楽といっても、その言葉で意味される音楽は種類も地域もさまざまである（メソポタミア、エジプト、ペルシア、インド、中国、日本、ギリシア、ローマなど）。古代音楽は、単純な音程と音階という特徴を持ち、口承または文字によって伝えられた。

## 音楽のはじまり
音楽の起源は有史以前にさかのぼり、それがどのようなものだったかその実相は定かではないが、人文史を伝える中国神話には、歌、笛、弦楽器の起こりが記されている。

### 世界最古の笛
もっとも古い笛と考えられているものは、1995年、スロベニア芸術科学アカデミーのスロベニア人古生物学者イヴァン・テュルクによってスロベニアのDivje Babe1号窟で発見されたもので「ネアンデルタール人の笛」として議論されている。これは4万3000年前の中期旧石器時代までさかのぼると考えられている。これは中空になった子供のアナグマの大腿骨であり、いくつかの穴があいていた。これは楽器なのかそれとも肉食動物が噛んでできた単なる骨なのか現在も議論が続いている。
確実に最古の笛と考えられているものはドイツ、ウルム近郊の洞窟から出てきた骨の笛で約3万6000年前のものであり、現生人類が使用したと考えられている。
また最古の木製の笛はアイルランドのダブリンの南約27キロ地点にあるGreystonesで2004年に発見された。イチイの木でできた30センチから50センチの笛であり、6本まとまって出土した。笛は先のほうが細くなっており、指で押さえるための穴はなかった。これらの笛はひもでひとつになっていた可能性もある。
中国河南省では1986年、裴李崗文化の代表的遺跡である賈湖遺跡からいくつかの「骨笛」が出土した。紀元前6000年頃のものと考えられている。それらは5つから8つの穴があり、タンチョウの骨からつくられていた。発見されたとき、そのうちの一つはまだ演奏できる状態だった。
文献資料としては、人類を創造したとされる女媧が笙簧の発明者であると記した古典籍が多数遺る。『礼記』‐前漢、『風俗通義』‐後漢・応劭、『宋書』‐南朝梁・沈約、『魏書』‐北斉・魏収、『旧唐書』‐後晋・劉昫等、『隋書』‐唐・魏徴等、『芸文類聚』‐唐・欧陽詢、『楽府雑録』‐唐・段安節、『通典』‐唐・杜佑、他。

### キクラデス文明
19世紀、キクラデス諸島のひとつケロス島の初期キクラデス文明（前29世紀-前20世紀）の洞窟から二人の大理石製の石像が発見された。その一人は立った姿でダブルフルートを演奏し、もう一人は座って三角形のリラもしくはハープを演奏していた。ハープ奏者は約23センチの高さで前27世紀から前25世紀にかけてのものと考えられている。彫像の奏者は演奏に一心で、見上げるように頭を傾けているようすが描かれている。

### 世界最古の歌
世界最古の歌として知られているものは1950年代のはじめ現在のシリアのウガリットから出土した約3400年前の粘土板にフルリ語で書かれていたものである 。粘土板が欠けているため、確実なことはわからない。そのため書かれた文字の解釈は分かれているが、その歌は全音階であったと言われている。ある解釈ではこの歌は2つのメロディーから成り立っているとし、別の解釈によれば（モノフォニックの）メロディーパートとリズムのパートから成り立っているという。
文献資料としては、『呂氏春秋』-古楽篇に葛天氏による歌舞の発明が記され、『史記』‐司馬相如列伝には葛天氏の合唱がどんなものであったのか記されている。葛天氏の氏族の歌は千人で合唱して万人を和し、山を震動させて川を沸き立たせたと記されていることから、人の声音を重ねることで自然界を制御したらしいことが窺える。

## 古代ペルシアの音楽
イランのスーサではエラム時代の遺跡から (紀元前3500年-644年)、音楽の存在を示す像が出土している。この時代の音楽について詳しいことはわかっていないが、ギター、リュート、フルートなどに似た構造の複数の楽器が使われていた。またバーバトと呼ばれるマンドリンに似た楽器が紀元前8世紀ごろ考案された。ヘロドトスが記すところによればアケメネス朝時代のペルシアで音楽は特に宮殿において重要な役割を持ち、ミスラ神への礼拝などの宗教的祭事の時に非常に重要視された。

## メソポタミアの音楽
カリフォルニア大学バークレー校のAnne Draffkorn Kilmerがイラクのニップルから出土した紀元前20世紀頃の粘土板を解読した結果、音楽の演奏法が断片的にしめされていることがわかった(Kilmer 1986) 。その音楽は全音階を用い、三度のハーモニーで構成されていた。その粘土板の記譜法は紀元前1250年頃に作られたものとはまた別のものであった。記譜法については議論があるものの、リラのチューニングについての指示があり、それは別の粘土板でも言及されているものである(West 1994)。これらの粘土板は断片的だが記録に残る最古のメロディーである。
またナブニトゥ（Nabnitu "創造物"の意）と呼ばれる複数の粘土板からなる古バビロニア期（前18世紀ごろ）のシュメール語、アッカド語でかかれた百科事典のようなものがウルから出土している。この百科事典には記譜法について記したものが含まれていた。粘土板の解読は難しいが、分析した結果、楽器は特定できないが、9本の弦とその音程についての記述があった。これら9本の弦は対称的になるように"123454321"と番号が振られていた。これらは2つの段落に分かれて記されており、ひとつはシュメール語で、もうひとつはアッカド語で書かれていた。この粘土板のコレクションは大英博物館に収蔵されている。

## ウルのハープ
1929年、レオナード・ウーリーがイラクのウルにあるメソポタミア時代の遺跡から断片化した少なくとも3つのハープを発見した。断片はアメリカのペンシルベニア州とロンドンの大英博物館、イラクのバグダードに分けて保管された。これらのハープは紀元前2750年頃と見積もられた。何度か復元作業が試みられたが満足な形には至らなかった。いくつかの解釈があるが、これらはハープというよりはリラの仲間であるという。この中でもっとも有名な牛の頭部をもつハープはバグダードに保管されていたが、イラク戦争で破壊された。

## 古代エジプト、アッシリア
アッシュルバニパル（前705年-前681年）はアッシリアの王であった。彼が治めたアッシリアの首都ニネヴェから見つかった壁画彫刻（bas-relif）はユダヤ都市ラキシュの崩壊を描いており、その中にエラムの宮廷楽団が描かれていた。それには7人のリラ奏者とおそらくダルシマー奏者と考えられるものが一人含まれている。そのリラは7本の弦を持っていた。
完全なハープの形をしたものは前12世紀頃、ラメセス三世の時代の壁画に描かれたものがある。「ハープ奏者の墓」と呼ばれている壁画彫刻には2人の盲目の奏者が描かれている。

## 古代ギリシアの音楽
古代ギリシアの音楽家たちは彼ら独自の体系的な音楽記法のシステムを持っていた。このシステムはギリシアの音楽家たちに広く使われたわけではないが、それでも古代ギリシア、ローマから少なくない量の音楽的史料が今日に伝えられている。ホメーロスの叙事詩はもともと楽器の伴奏とともに朗唱されたが、それがいったいどんなメロディーだったのかは伝わっていない。しかし古代ギリシア時代の完全な形の音楽が残存している。「セイキロスの墓碑銘」は最古の完全な楽曲のひとつであり、クレタ島の作曲家メソメデス（2世紀）による3つの完全な形の賛歌が残っている。
他には断片的であるが古代ギリシアの音楽が伝えられており、それらは悲劇、エウリピデスの演劇オレステースのためのコロス（コーラス）、ソフォクレスのアイアコスから器楽曲などである。ローマ人は彼ら自身の音楽表記法を持たなかったが、いくらかのローマ人はギリシアのシステムを学んだようである。
古代の音楽はいつもモノフォニックだったと考えられていたが、古代ギリシアの音楽のいくつかの断片、たとえばオレステースのものからははっきりとひとつ以上の音が同時に鳴らされるように指示されている。また壁画や壷などにはダブルパイプというバグパイプのようなものが書かれている。加えて、ギリシアの書物、たとえばアリストテレスのものには当時の音楽のテクニックについての言及があり、ハーモニー（和音）も存在していた。アウロスと呼ばれるダブルリードの楽器は他のものが詩を朗唱している間ドローン（変化せず持続する音）、もしくは主音として使用されたと考えられている。

## 中国の音楽
中国は、古くより「楽」という概念があった。これは今日の「音楽」が有する娯楽・芸術的要素よりも政治・道徳・倫理的観点が重要視された。儒家・道家・法家など諸子百家によってそれぞれの楽論があったが、後世に最も影響を与えたのは儒家（儒教）の楽論である。
『礼記』や『孝経』によれば、「楽」とは本来人の心から発した精誠を込めた真心の表現手段であり、王者は「楽」を“治情の具”（『旧唐書』音楽志（一））として人民の内的心情に訴えることで精神を統制・改造して王者の教化に従わせるためのものであり、外的規制である「礼」と組み合わせられて「礼楽」とも呼ばれた。孔子は礼楽を重要視して『楽経』を編纂したが、『楽経』のみが早くに散逸して伝われなかったために、6つあったとされる儒教の経典は今日の五経になってしまったという。
従って、前漢までは「楽」を論じるということは、音楽そのもの（楽理・楽技）ではなく、音楽による社会秩序の維持方法に関するものであった。だが、そうした中でも正しい楽器・楽曲の使い方が出来なければ、“治情の具”としての効果を発揮できないという観点から専門的な楽書・楽誌が出現するようになった。唐の時代に則天武后が元万頃らに命じて編纂された勅撰楽誌『楽書要録』10巻は、735年に吉備真備によって日本に持ち帰られ、743年（天平15年5月5日）には、皇太子阿倍内親王（後の孝謙・称徳天皇）が父・聖武天皇の後見人である元正上皇の前で五節舞を奉納している。これは日本の歴史上唯一の女性皇太子であった阿倍内親王が自ら礼楽の主導者すなわち次の王者であることを内外に明らかにする儀式であった。このように中国の礼楽は周辺諸国でも“治情の具”として採用され、雅楽 (中国)などの形でそれぞれの国の音楽に取り入れられることになった。
日本の雅楽も、この「正しい行いと正しい音楽は相応する」という儒教の礼楽思想（正しい音楽は平和を維持し、乱れた音楽は乱世を招き国が滅びるとされ、正しい音律や音楽の維持管理が皇帝の重要な任務の一つとされた）に基づくと言われる。